# Історія психотерапії
Хоча сучасна наукова психологія часто датується відкриттям у 1879 році першої психологічної клініки Вільгельмом Вундтом, спроби створити методи оцінки та лікування психічних розладів існували задовго до цього. Найперші зареєстровані підходи поєднували релігійні, магічні та/або медичні точки зору. Ранніми прикладами таких психологів були Патанджалі, Падмасамбгава, Разес, Авіценна та Румі (див. ісламську психологію та східну філософію та клінічну психологію).

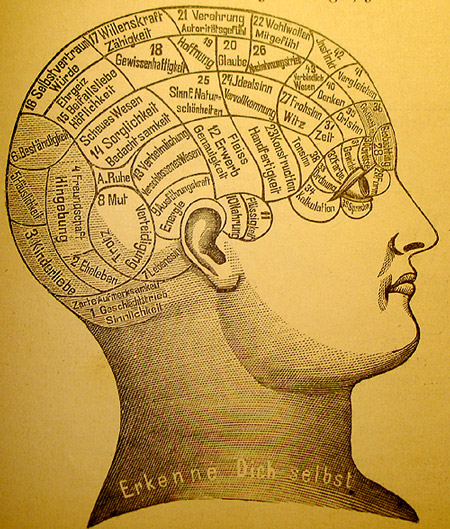
Багато методів лікування психологічних розладів XVIII століття ґрунтувалися на псевдонаукових ідеях, таких як френологія.

У неформальному сенсі можна сказати, що психотерапія практикувалася упродовж століть, оскільки люди отримували психологічні поради та заспокоєння від інших. Цілеспрямована, теоретично обґрунтована психотерапія, ймовірно, була вперше розроблена на Близькому Сході в 9 столітті перським лікарем і психологічним мислителем Разесом, який свого часу був головним лікарем Багдадського бімарістану. Однак на Заході серйозні психічні розлади зазвичай розглядалися як демонічні або медичні стани, що вимагають покарання та ув'язнення, аж до появи моральних підходів до лікування у 18 столітті. Це призвело до зосередження уваги на можливості психосоціального втручання, включаючи міркування, моральне заохочення та групову діяльність, щоб реабілітувати «божевільних».
У 19 столітті можна було досліджувати голову, буквально, за допомогою френології, науки про форму черепа, розробленої шановним анатомом Францом Йозифом Галлєм. Інші популярні методи лікування включали фізіогноміку — дослідження форми обличчя — та месмеризм, розроблений Францом Антоном Месмером, призначений для полегшення психологічного стресу за допомогою магнітів. Також були популярні спіритизм і техніка Фінеаса Квімбі «психічного зцілення», яка дуже нагадувала сучасну концепцію «позитивної візуалізації». До 1832 року психотерапія вперше з'явилася в художній літературі в оповіданні Джона Ніла під назвою «Людина з привидами».
Хоча наукове співтовариство врешті-решт відкинуло всі ці методи, академічних психологів також не хвилювали серйозні форми психічних захворювань. Цією сферою вже займалися галузі психіатрії та неврології, що розвивалися в рамках руху біженців та використання моральної терапії. Лише наприкінці 19-го століття, приблизно в той час, коли Зигмунд Фрейд уперше розробив своє «лікування розмовою» у Відні, почалося перше науково-клінічне застосування психології — в Університеті Пенсільванії, щоб допомогти дітям із розладами навчання.
Хоча клінічні психологи спочатку зосереджувалися на психологічній оцінці, практика психотерапії, яка колись була виключною сферою діяльності психіатрів, стала інтегрованою в професію після Другої світової війни. Психотерапія почалася з практики психоаналізу, «лікування розмовою», розробленого Зигмундом Фрейдом. Незабаром після цього такі теоретики, як Альфред Адлер і Карл Юнг, почали вводити нові концепції психологічного функціонування та змін. Ці та багато інших теоретиків допомогли розробити загальну орієнтацію, яку зараз називають психодинамічною терапією, яка включає різноманітні методи лікування, засновані на головному принципі Фрейда — перетворення несвідомого у свідоме.
У 1920-х роках біхевіоризм став панівною парадигмою, і залишався нею до 1950-х років. Біхевіоризм використовував техніки, засновані на теоріях оперантного зумовлення, класичного зумовлення та теорії соціального навчання. Серед основних учасників були Джозеф Вольпе, Ганс Айзенк і Б. Ф. Скіннер. Оскільки біхевіоризм заперечував або ігнорував внутрішню психічну активність, цей період являє собою загальне уповільнення просування в області психотерапії.
Вільгельм Райх почав розвивати тілесну психотерапію в 1930-х роках.
Починаючи з 1950-х років, у відповідь на біхевіоризм незалежно розвинулися дві основні орієнтації — когнітивізм та екзистенційно-гуманістична терапія. Гуманістичний рух значною мірою розвинувся як з екзистенціальних теорій таких письменників, як Ролло Мей і Віктор Франкл (менш відома постать Юджина Геймлера), так і з особистісно-орієнтованої психотерапії Карла Роджерса. Усі ці орієнтації зосереджувалися менше на несвідомому, а більше на сприянні позитивним, цілісним змінам через розвиток підтримувальних, справжніх і емпатійних терапевтичних стосунків. Ролло Мей, Карл Роджерс та Ірвін Ялом визнають вплив Отто Ранка (1884—1939), помічника Фрейда, а потім критика.
У 1950-х роках Альберт Елліс розробив першу форму когнітивно-поведінкової терапії, раціонально-емоційно-поведінкову терапію (REBT), а через кілька років Аарон Т. Бек розробив когнітивну терапію. Обидва вони включали терапію, спрямовану на зміну переконань людини, на відміну від підходу психодинамічних терапій, що базується на розумінні, або новішого реляційного підходу гуманістичних терапій. Когнітивний і поведінковий підходи були об'єднані упродовж 1970-х років, що призвело до появи когнітивно-поведінкової терапії (КПТ). Цей підхід, орієнтований на полегшення симптомів, спільний емпіризм і зміну основних переконань, здобув широке визнання як основний метод лікування численних розладів.
Починаючи з 1970-х років, інші основні перспективи були розроблені та прийняті в цій галузі. Можливо, двома найбільшими були системна терапія та трансперсональна психологія. Системна терапія фокусується на сімейній та груповій динаміці, тоді як трансперсональна психологія фокусується на духовному аспекті людського досвіду. Інші важливі напрямки, розроблені за останні три десятиліття, включають феміністську терапію, соматичну психологію, експресивну терапію та прикладну позитивну психологію. Клінічна психологія в Японії розвивалася в напрямку більш інтегративної соціально-орієнтованої методології консультування. Практика в Індії виникла як на основі традиційних метафізичних і аюрведичних систем, так і західних методологій
З 1993 року робоча група 12 відділу Американської психологічної асоціації створила та переглянула список емпірично підтверджених психологічних методів лікування конкретних розладів. Стандарти Відділу 12 базуються на 7 «важливих» критеріях якості дослідження, таких як рандомізація та використання валідованих психологічних оцінок. Загалом, когнітивно-поведінкові методи лікування психологічних розладів отримали більшу підтримку, ніж інші психотерапевтичні підходи. Серед учених-клініків і практиків тривають гарячі дебати щодо переваги практик, заснованих на доказах, і деякі з них представили кореляційні дані, які вказують на те, що більшість основних методів лікування приблизно однаково ефективні і що терапевт, клієнт і терапевтичний альянс пояснюють більшу частину покращення клієнта від психотерапії. Хоча багато Ph.D. навчальні програми з клінічної психології застосовували сильний емпіричний підхід до психотерапії, що привело до більшого наголосу на когнітивно-поведінкових втручаннях, інші навчальні програми та психологи зараз приймають еклектичну орієнтацію. Цей інтегративний рух намагається поєднати найефективніші аспекти всіх шкіл практики.

## Подальше читання
- Генрі Елленбергер: The Discovery of the Unconscious: The History and Evolution of Dynamic Psychiatry, Basic Books, 1981
- Eva Illouz: Saving the Modern Soul: Therapy, Emotions, and the Culture of Self-Help, University of California Press 2008, ISBN 0-520-25373-6
- Renato Foschi & Marco Innamorati: A Critical History of Psychotherapy. Volume 1: From Ancient Origins to the Mid 20th Century, Routledge 2022, ISBN 978-1032169408
- Renato Foschi & Marco Innamorati: A Critical History of Psychotherapy. Volume 2: From the Mid-20th to the 21st Century, Routledge 2022, ISBN 978-1032169415